# Chimborazo (volcan)
Pour les articles homonymes, voir Chimborazo.
Le Chimborazo est un volcan d’Équateur culminant à 6 263 m d’altitude et situé près de Riobamba, à environ 180 km au sud de Quito. C’est le plus haut  sommet des Andes équatoriennes, qui domine une région de 50 000 km2, sa base faisant 20 km de diamètre.
Il est surnommé Taita Chimborazo, c’est-à-dire Papa Chimborazo, la mère associée étant Mama Tungurahua.

## Toponymie
Le mot viendrait de la prononciation en espagnol de chimba razu (en quechua) signifiant « la neige de l'autre versant » ou « glace de l'autre côté »[réf. souhaitée].

## Géographie

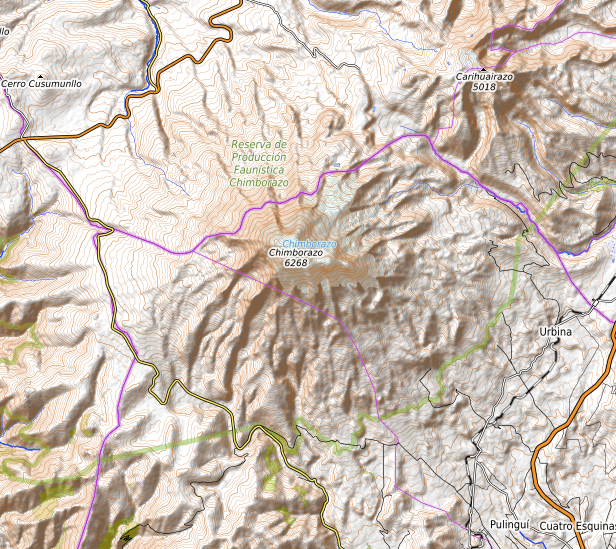
Carte topographique du Chimborazo.

Le glacier du Chimborazo est la source d'approvisionnement en eau des habitants des cantons de Bolivar et de Chimborazo, tous deux en Équateur. La capitale du canton de Bolivar, Guaranda (25 000 habitants) est approvisionnée par vertientes dans le haut páramo (plateau aride andin au-dessus de 4 000 m) situé à 25 km de la ville. À l'été 2005, l'approvisionnement en eau de la ville a subi plusieurs crises, probablement dues à la rapide disparition de la couverture glaciaire du Chimborazo. Selon des chercheurs français, les hauts glaciers andins fondent à une vitesse accélérée et beaucoup devraient disparaître dans les prochaines décennies. C'est pourquoi les villes de Quito, Lima, La Paz et d'autres, dont l'alimentation en eau dépend de ressources glaciaires, devront affronter d'importantes pénuries d'eau dans un avenir proche sous l’effet de l’accélération du dérèglement climatique,,,,,,.
Le Chimborazo peut être défini comme le plus haut sommet du monde dans le cas particulier où on le considère comme le sommet le plus éloigné du centre de la Terre. En effet, la Terre a une forme d'ellipsoïde, dont le rayon est environ 21 km plus important à l'équateur qu'aux pôles, et le Chimborazo est proche de cet équateur, plus que les sommets de l'Himalaya. Selon les mesures effectuées en 2016 par une mission franco-équatorienne de l'Institut de recherche pour le développement, le sommet du Chimborazo se trouve à 6 384,416 kilomètres du centre de la Terre (l'Everest en est distant de 6 382,605 kilomètres).

## Histoire
Sa dernière éruption date d'environ 550 (avec une marge d'erreur de plus ou moins 150 ans). De nos jours, il est considéré comme représentant un risque minime d’éruption.
Les scientifiques Pierre Bouguer et Charles Marie de La Condamine font, entre 1735 et 1744, plusieurs relevés stellaires à deux stations différentes autour de la montagne, s'aidant pour cela, d'un fil à plomb, comme référence. Ils y constatent une discrète déviation entre les sites de mesures et avec les valeurs attendues. Ce phénomène met pour la première fois en évidence l'influence gravitationnelle d'une masse rocheuse importante, qui n'est prouvée qu'en 1774, autour d'une montagne écossaise.
Charles Marie de La Condamine conduit la première reconnaissance en 1736, durant une campagne pour mesurer la longueur d'un arc de méridien d'un degré à proximité de l'équateur. Il atteint l'altitude de 4 755 mètres.
Le 23 juin 1802, le géographe scientifique allemand Alexander von Humboldt et le botaniste français Aimé Bonpland, accompagnés d’un porteur et de Carlos Montufar, tentent de gravir ce volcan, qui est alors considéré comme le plus haut sommet du monde. Mais ils doivent rebrousser chemin à 5 920 m en raison d’une blessure au pied d’Humboldt et des conditions extrêmes qui épuisent le groupe. Les deux scientifiques ont le temps de mesurer l’altitude et la composition de l'air. Le révolutionnaire vénézuélien Simón Bolívar tente l'ascension en 1822 suivi de Jean-Baptiste Boussingault en 1831 sans la terminer. Edward Whymper et les frères Louis et Jean-Antoine Carrel sont finalement les premiers Occidentaux à atteindre le sommet en 1880. Beaucoup de personnes doutant de cet exploit, Whymper gravit une nouvelle fois le Chimborazo la même année, en compagnie des Équatoriens David Beltrán et Francisco Campaña.

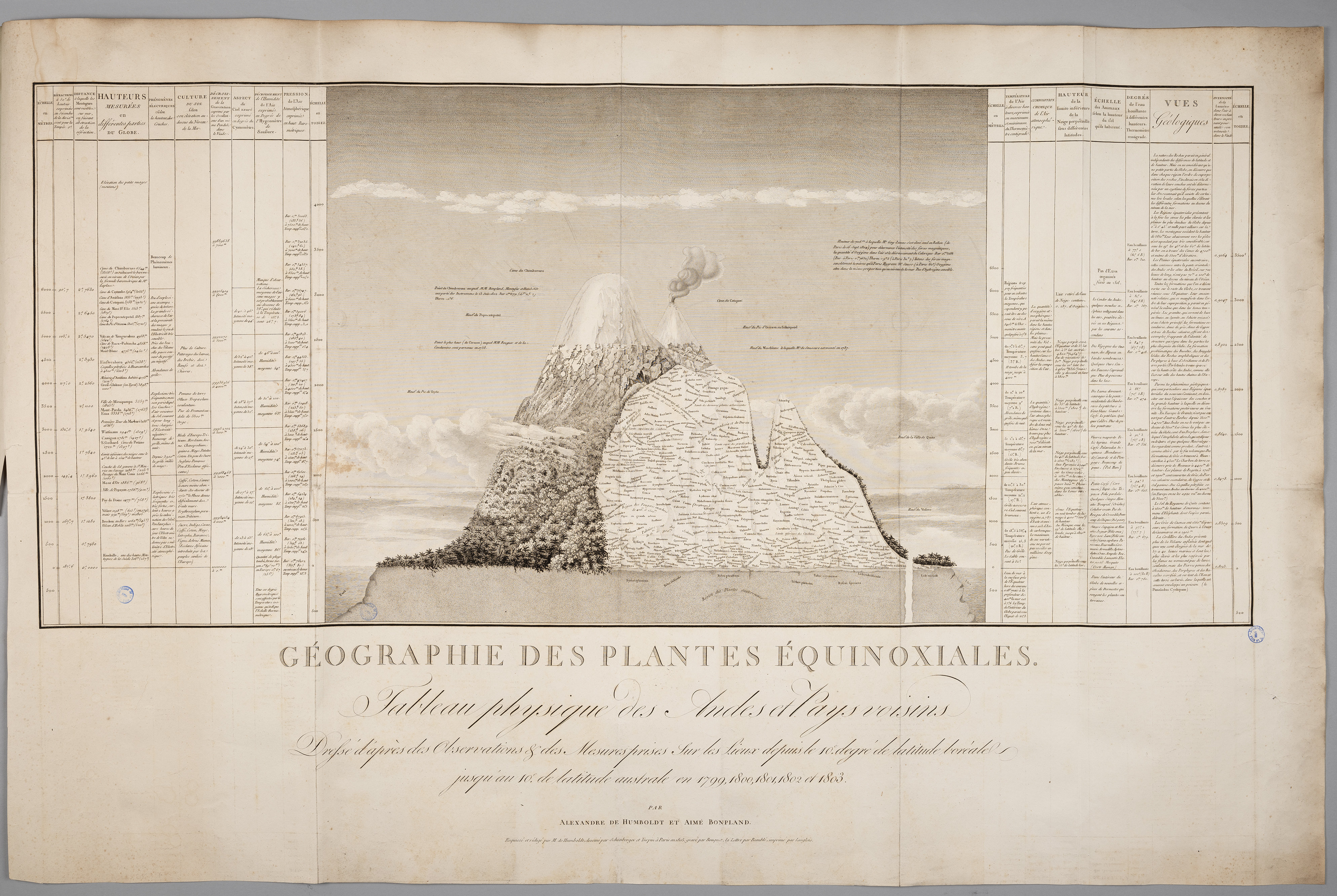
Vue en coupe des volcans Chimborazo et Cotopaxi par Alexander von Humboldt.
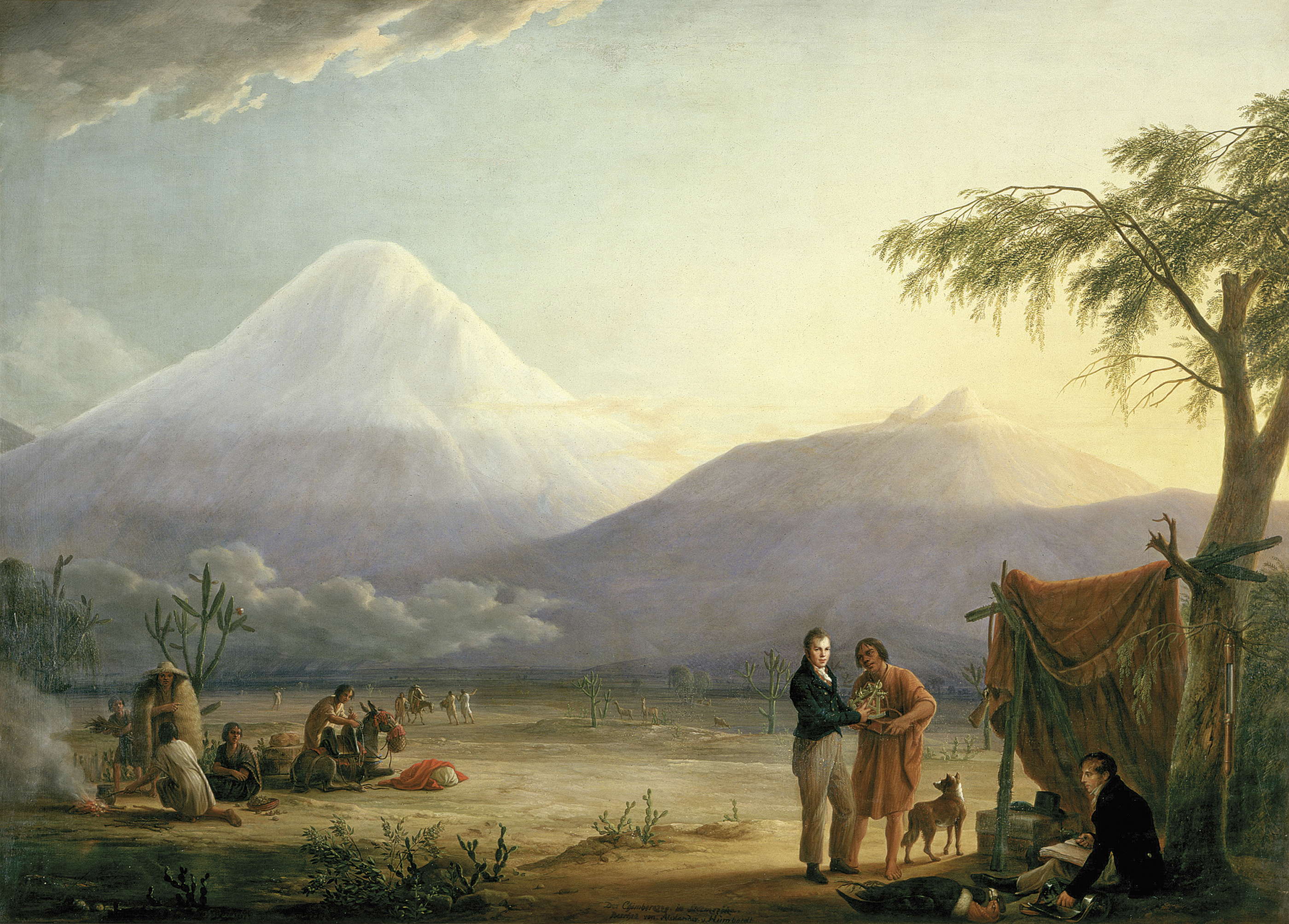
Alexander von Humboldt et Aimé Bonpland au pied du Chimborazo par Friedrich Georg Weitsch (1806).
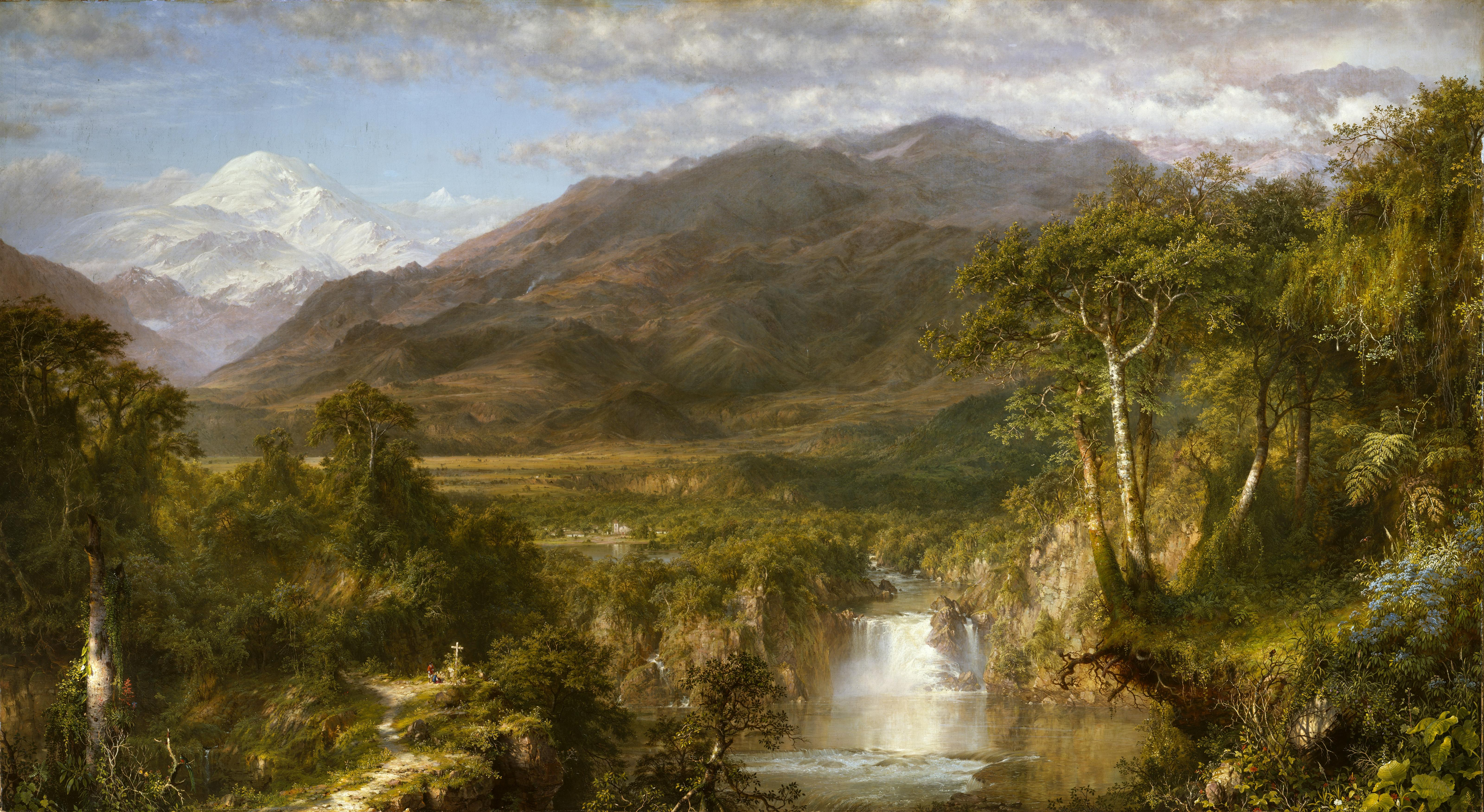
The Heart of the Andes de Frederic Edwin Church (1859, Metropolitan Museum of Art).

## Le Chimborazo dans la culture

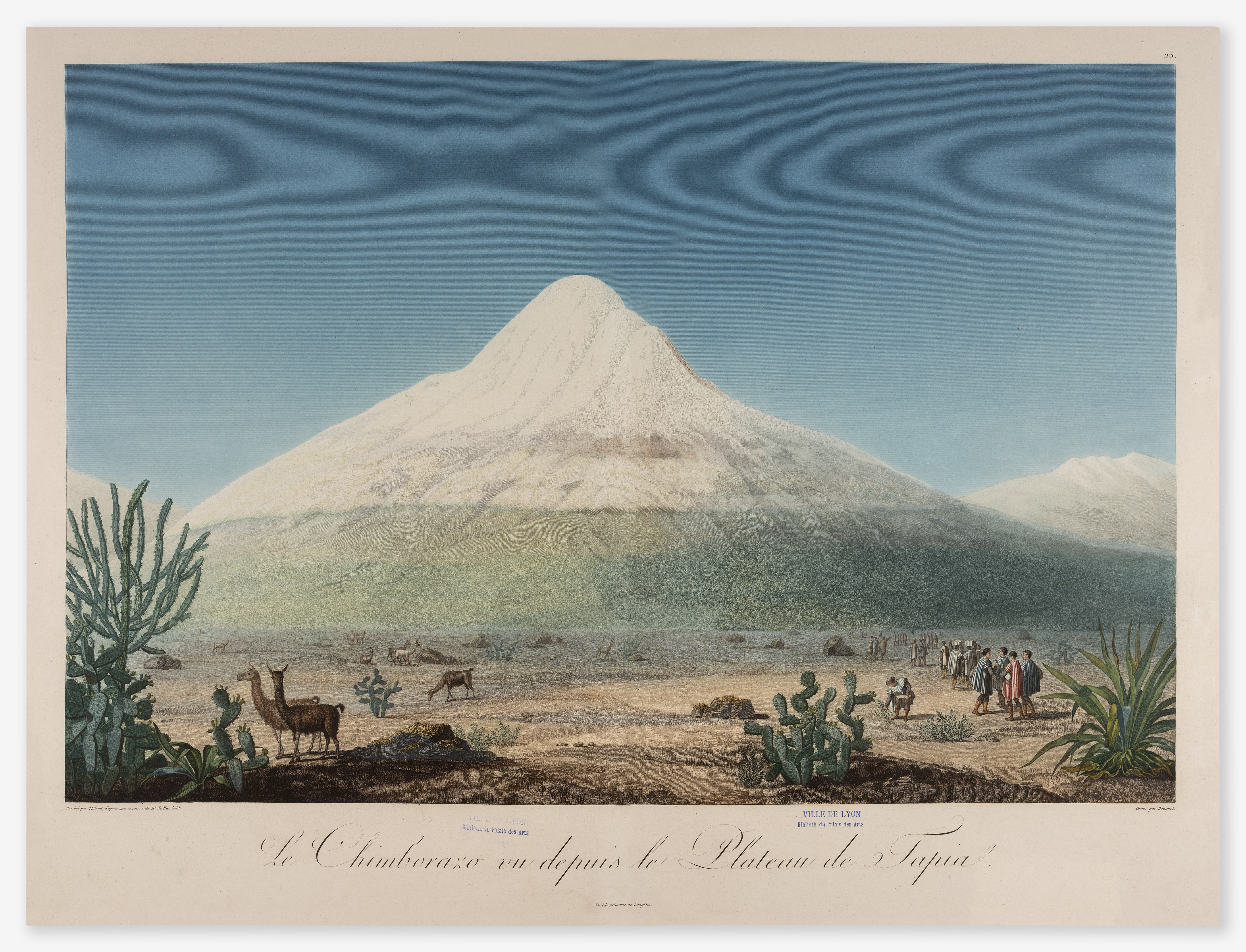
Le Chimborazo vu depuis le plateau de Tapia (1816).

- Il figure sur les armoiries de l'Équateur.
- Il a inspiré le Libertador Simón Bolívar, qui a écrit un poème sur ce volcan : Mi delirio sobre el Chimborazo.
- Un film allemand intitulé L'Ascension du Chimborazo (1989) retrace l'ascension de l'explorateur allemand Alexander von Humboldt en 1802.
- Miguel Ángel León a écrit un poème titré Canto al Chimborazo[17].
- La chanson U Razu biancu de l'artiste corse Petru Guelfucci, sortie en 1994 et écrite par Petru Santucci, évoque l'avalanche du 10 novembre 1993 qui vit périr une dizaine d'alpinistes sur le Chimborazo.